# Proctor (Minnesota)
Proctor – miasto w Stanach Zjednoczonych, w stanie Minnesota, w hrabstwie St. Louis.